# Luna Park (Melbourne)
Koordinaten: 37° 52′ 5″ S, 144° 58′ 35″ O
Der Luna Park ist ein Vergnügungspark in Melbourne, Australien, der am 2. November 1906 als Dreamland eröffnet wurde. Unter diesem Namen wurde der Park bis 1909 betrieben, als er geschlossen wurde. Dabei wurden auch die meisten Attraktionen geschlossen. Der heutige Luna Park wurde an derselben Stelle errichtet und ab 1912 wiedereröffnet.

## Achterbahnen
| Name           | Typ                                  | Hersteller | Eröffnungsjahr |
| -------------- | ------------------------------------ | ---------- | -------------- |
| Scenic Railway | Holzachterbahn                       | unbekannt  | 1912           |
| Speedy Beetle  | Familienachterbahn, Spinning Coaster | SBF Visa   | 2019           |

| Name          | Typ                                  | Hersteller   | Eröffnung         | Schließung |
| ------------- | ------------------------------------ | ------------ | ----------------- | ---------- |
| Big Dipper    | Holzachterbahn                       | unbekannt    | 1923              | 1989       |
| Crazy Coaster | Wilde Maus                           | Zamperla     | 2012              | 2013       |
| Figure 8      | Holzachterbahn                       | unbekannt    | 1906              | 1914       |
| Jungle Twist  | Familienachterbahn, Spinning Coaster | Wisdom Rides | 2015              | 2016       |
| Metropolis    | Zyklon                               | S.D.C.       | 1990              | 2012       |
| Silly Serpent | Kinderachterbahn, Powered Coaster    | Zamperla     | zw. 2001 und 2002 | 2019       |